# Trofeo Indoor di Formula 1 1990
Il Trofeo Indoor di Formula 1 1990 fu la terza edizione di questa manifestazione motoristica. Si tenne l'8 e 9 dicembre 1990, presso un circuito allestito all'interno del comprensorio fieristico di Bologna, quale evento del Motor Show. La vittoria venne conquistata da Gianni Morbidelli su Minardi-Ford Cosworth: per la casa faentina fu la terza vittoria consecutiva nella manifestazione.

## Piloti e scuderie
Solo cinque piloti presero parte all'evento, uno per ciascuna scuderia. Il francese Olivier Grouillard rappresentò l'Osella; egli fu anche il pilota titolare della scuderia piemontese nel corso della stagione 1990.
La Minardi iscrisse Gianni Morbidelli, che aveva corso nelle ultime due gare della stagione con il team faetino al posto di Paolo Barilla, dopo che per le prime due gare stagionali era stato pilota della Scuderia Italia. Quest'ultima, che disponeva, come sempre, di una vettura della Dallara iscrisse JJ Lehto, che in stagione aveva corso per la Onyx, e aveva firmato per la scuderia italiana per il 1991, al posto di Emanuele Pirro e Andrea De Cesaris.
L'EuroBrun, che aveva saltato gli ultimi due appuntamenti del mondiale,  schierò Domenico Schiattarella, che non aveva mai corso, all'epoca, in F1, al posto dei due piloti titolari della stagione, Roberto Moreno e Claudio Langes. La scuderia iscrisse anche Andrea Montermini, all'epoca tester della Scuderia Italia, ma non prese parte all'evento.
Infine la Coloni iscrisse il portoghese Pedro Chaves, al posto del pilota titolare Bertrand Gachot. Anche Paolo Coloni risultò iscritto ma non partecipò al trofeo.

### Tabella riassuntiva
| Team                | Costruttore | Telaio       | Motore                   | Gomme | Piloti                 |
| ------------------- | ----------- | ------------ | ------------------------ | ----- | ---------------------- |
| Coloni Racing       | Coloni      |              | Ford Cosworth DFR 3.5 V8 | G     | Pedro Chaves           |
| Coloni Racing       | Coloni      | Paolo Coloni | Ford Cosworth DFR 3.5 V8 | G     |                        |
| EuroBrun Racing     | EuroBrun    | ER189B       | Judd CV 3.5 V8           | P     | Andrea Montermini      |
| EuroBrun Racing     | EuroBrun    | ER189B       | Judd CV 3.5 V8           | P     | Domenico Schiattarella |
| Fondmetal Osella    | Osella      | FA1/ME       | Ford Cosworth DFR 3.5 V8 | P     | Olivier Grouillard     |
| SCM Minardi Team    | Minardi     | M190         | Ford Cosworth DFR 3.5 V8 | P     | Gianni Morbidelli      |
| Scuderia Italia SpA | Dallara     | 190          | Ford Cosworth DFR 3.5 V8 | P     | JJ Lehto               |

## Gara

### Resoconto
Pedro Chaves passò direttamente in semifinale, mentre i due piloti italiani e i due stranieri vennero sorteggiati nella eliminatoria. Morbidelli e Grouillard vinsero le loro batterie, e il risultato del pilota italiano fu abbastanza sorprendente. Quale più veloce dei perdenti anche JJ Lehto passò nelle semifinali.
Il finlandese venne battuto da Morbidelli mentre Chaves perse contro Olivier Grouillard. In finale s'impose Morbidelli, primo pilota italiano a riuscire nell'impresa. Per la Minardi fu la terza vittoria consecutiva nel trofeo.

### Risultati
|  | Quarti di finale     | Quarti di finale       | Quarti di finale     |                    |                   | Semifinali | Semifinali | Semifinali |  |  | Finale | Finale | Finale |  |
|  |                      |                        |                      |                    |                   |            |            |            |  |  |        |        |        |  |
|  | Italia (bandiera)    | Gianni Morbidelli      |                      |                    |                   |            |            |            |  |  |        |        |        |  |
|  | Italia (bandiera)    | Gianni Morbidelli      |                      |                    |                   |            |            |            |  |  |        |        |        |  |
|  | Italia (bandiera)    | Domenico Schiattarella |                      |                    |                   |            |            |            |  |  |        |        |        |  |
|  | Italia (bandiera)    | Domenico Schiattarella |                      | Italia (bandiera)  | Gianni Morbidelli |            |            |            |  |  |        |        |        |  |
|  |                      |                        |                      | Italia (bandiera)  | Gianni Morbidelli |            |            |            |  |  |        |        |        |  |
|  |                      |                        | Finlandia (bandiera) | JJ Lehto           |                   |            |            |            |  |  |        |        |        |  |
|  |                      |                        |                      | JJ Lehto           |                   |            |            |            |  |  |        |        |        |  |
|  |                      |                        |                      |                    |                   |            |            |            |  |  |        |        |        |  |
|  |                      |                        |                      |                    |                   |            |            |            |  |  |        |        |        |  |
|  |                      | Gianni Morbidelli      |                      |                    |                   |            |            |            |  |  |        |        |        |  |
|  |                      |                        |                      |                    |                   |            |            |            |  |  |        |        |        |  |
|  |                      |                        | Olivier Grouillard   |                    |                   |            |            |            |  |  |        |        |        |  |
|  |                      |                        |                      |                    |                   |            |            |            |  |  |        |        |        |  |
|  |                      |                        |                      |                    |                   |            |            |            |  |  |        |        |        |  |
|  |                      |                        |                      |                    |                   |            |            |            |  |  |        |        |        |  |
|  |                      | Portogallo (bandiera)  | Pedro Chaves         |                    |                   |            |            |            |  |  |        |        |        |  |
|  |                      |                        |                      |                    |                   |            |            |            |  |  |        |        |        |  |
|  |                      |                        | Francia (bandiera)   | Olivier Grouillard |                   |            |            |            |  |  |        |        |        |  |
|  | Finlandia (bandiera) | JJ Lehto               | Francia (bandiera)   | Olivier Grouillard |                   |            |            |            |  |  |        |        |        |  |
|  | Finlandia (bandiera) | JJ Lehto               |                      |                    |                   |            |            |            |  |  |        |        |        |  |
|  | Francia (bandiera)   | Olivier Grouillard     |                      |                    |                   |            |            |            |  |  |        |        |        |  |